# وليد الجاسم
وليد الجاسم (18 نوفمبر 1959 - 26 مايو 2025)، لاعب منتخب الكويت لكرة القدم ونادي الكويت السابق، وكان مركزه قلب الدفاع.، وكانت أشهر مشاركته مع منتخب الكويت لكرة القدم في بطولة كأس العالم لكرة القدم 1982، كما حصل مع منتخبه الوطني على كأس آسيا 1980.

## سيرته الرياضية
بدأ اللاعب وليد الجاسم مسيرته الرياضية في نادي الكويت حيث بدأ لاعباً في المراحل السنية قبل أن يتم تصعيده للفريق الأول في سن مبكرة أواخر سبعينات القرن الماضي، وفي الفترة ذاتها لعب لمنتخب الشباب الذي خاض كأس آسيا 1978 في بنغلاديش ومنه أختير للمنتخب الوطني حيث لعب له قرابة العقد من الزمان كعنصر أساسي في مركز الظهير الايسر وخياراً أول لجميع المدربين الذين قادوا منتخب الكويت لكرة القدم طوال الثمانينات.

## مشاركاته الدولية
شارك في إنجازات منتخب الكويت لكرة القدم في عصره الذهبي بدءاً من التأهل إلى أولمبياد موسكو 1980 ومروراً بالفوز بكأس أمم آسيا في العام ذاته وانتهاء بالتأهل إلى نهائيات كأس العالم في اسبانيا 1982 كأول منتخب عربي آسيوي، كما شارك أساسيا بدورات كأس الخليج العربي ومنها :
- كأس الخليج العربي 5.
- كأس الخليج العربي 6.
- كأس الخليج العربي 7.
- كأس الخليج العربي 8.
- كأس الخليج العربي 9.

## مشاركاته المحلية
حقق مع نادي الكويت العديد من الألقاب المحلية ومن أهمها :
- الدوري الكويتي 1978–79.
- كأس الأمير 1979–80.
- كأس الأمير 1984–85.
- كأس الأمير 1986–87.
- كأس الأمير 1987–88.

## اعتزاله
بعد اعتزاله كرة القدم والذي أمضي مسيرته الكروية الكاملة في نادي الكويت، إتجه إلى مجال التدريب وكان من ضمن الجهاز الفني الذي قاد نادي الكويت للمركز الثاني في بطولة الاندية العربية في القاهرة 2003.

## وفاته
توفي الجاسم يوم 26 مايو 2025 في أحد مستشفيات العاصمة الفرنسية باريس بعد صراع مع المرض عن عمر خمسةٍ وستين عامًا.

## روابط خارجية
- وليد الجاسم على موقع الاتحاد الدولي (مؤرشف)  (الإنجليزية)
- وليد الجاسم على موقع قاعدة بيانات كرة القدم.إي يو (الإنجليزية)
- وليد الجاسم على موقع ناشيونال فوتبول تيمز (الإنجليزية)
- وليد الجاسم على موقع عالم كرة القدم.نت (الإنجليزية)
- وليد الجاسم على موقع أوليمبيديا (الإنجليزية)